# Solar Star
Solar Star är en solenergianläggning i närheten av Rosamond, Kalifornien, USA. Den färdigställdes i juni 2015 och är en av världens största sett till installerad kapacitet. Effekten ligger på 579 megawatt.  Solar Star omfattar 1 700 000 solpaneler och täcker en yta på 13 km².